# Waakirchen
Waakirchen este o comună din landul Bavaria, Germania.